# 被擦掉的初戀
《被擦掉的初戀》是日本漫畫作品。2020年獲得“ebookjapan漫畫大獎2021”提名； 同時在“這本漫畫真厲害！2021女性向部門”獲得第9名，以及在“第11屆anan漫畫獎”獲得亞軍。
2017年，Hinekure渡開始在網路上創作漫畫，次年便以同人誌的形式出版。 2019年，或子受邀擔任作畫工作，於是在連載就從《別冊瑪格麗特》的2019年7月号開始。 而衍生作品《被擦掉的初戀 小劇場》也在《別冊瑪格麗特》的2021年8月号到2021年10月号連載。 漫畫第一冊單行本的發售還搭配了“音頻漫畫”。
2021年，《被擦掉的初戀》宣佈將改編成電視劇。

## 故事簡介
某日，高中男生青木想太從鄰座女生橋下美緒借來的橡皮擦上發現了寫有“井田君♡”的文字，這讓原本暗戀橋下的青木大為吃驚。而更震驚的事情則緊隨其後，由於青木不小心將橡皮擦手滑遺落在地上，而幫忙拾起橡皮擦的井田浩介也發現了橡皮擦上的文字。於是，誤會就從裡開始了。

## 登場人物
青木想太
二年級7班的高中男生。暗戀橋下美緒。老好人。
橋下美緒
二年級7班的高中女生。無意間將寫有自己喜歡男生名字的橡皮擦借給了青木想太。性格害羞。
井田浩介
二年級7班的高中男生。戀愛遲鈍症。因為橋下的橡皮擦而誤會身為同性的青木想太暗戀自己。校排球隊隊員。
相多颯人
二年級7班的高中男生。青木想太的摯友。他的綽號是「相君」。
豐田駿
與青木等人同校的高中男生。和井田浩介是一起長大的好友，同時也是同為校排球隊的隊友。
竹內心
青木和井田在一次聯誼上認識的高中女生。
桃田千尋
青木的姐姐，與丈夫桃田廣樹共同經營一家蛋糕店。
桃田廣樹
桃田千尋的丈夫。
岡野
幫青木補習的老師。大學生。
西園寺
與青木等人同校的女高中生。同時也是青木打工場所的主管。

## 出版書籍
| 冊數 | 集英社         | 集英社                 | 東立出版社     | 東立出版社             |
| 冊數 | 發售日期       | ISBN                   | 發售日期       | ISBN                   |
| ---- | -------------- | ---------------------- | -------------- | ---------------------- |
| 1    | 2019年11月25日 | ISBN 978-4-08-844272-3 | 2021年2月22日  | ISBN 978-957-26-5768-3 |
| 2    | 2020年3月25日  | ISBN 978-4-08-844318-8 | 2021年10月15日 | ISBN 978-957-26-7106-1 |
| 3    | 2020年7月22日  | ISBN 978-4-08-844365-2 | 2021年11月22日 | ISBN 978-957-26-7799-5 |
| 4    | 2020年11月25日 | ISBN 978-4-08-844388-1 | 2022年2月25日  | ISBN 978-957-26-8041-4 |
| 5    | 2021年3月25日  | ISBN 978-4-08-844478-9 | 2022年6月2日   | ISBN 978-957-26-8042-1 |
| 6    | 2021年8月25日  | ISBN 978-4-08-844504-5 | 2022年9月5日   | ISBN 978-957-26-8372-9 |
| 7    | 2021年10月25日 | ISBN 978-4-08-844543-4 | 2023年1月3日   | ISBN 978-957-26-8373-6 |
| 8    | 2022年3月25日  | ISBN 978-4-08-844602-8 | 2023年4月6日   | ISBN 978-626-7185-07-0 |
| 9    | 2022年7月25日  | ISBN 978-4-08-844688-2 | 2023年7月13日  | ISBN 978-626-7185-08-7 |

### 小說版
作者：宮田光、全2冊
| 冊數 | 集英社         | 集英社                 |
| 冊數 | 發售日期       | ISBN                   |
| ---- | -------------- | ---------------------- |
| 1    | 2021年10月20日 | ISBN 978-4-08-680415-8 |
| 2    | 2023年3月16日  | ISBN 978-4-08-680496-7 |

## 電視劇

### 日剧
《被擦掉的初戀》自2021年10月9日起在日本朝日電視網每週六晚間的“週六好劇”時段（23時30分－翌日0時0分）播出，由傑尼斯事務所旗下的道枝駿佑（浪速男子）與目黑蓮（Snow Man）聯合主演。 “週六好劇”時段在上一部作品《高校英雄》播出時被擴大至23時至次日0時，而在本劇播出時又調整回23時30分至翌日0時0分。 《被擦掉的初戀》除了通過電視聯播網播出之外，還將通過朝日電視台旗下影片網站朝視影片和其與KDDI共同投資的TELASA兩個平台面向日本地區網路用戶播出； 並且Netflix也將以隔週播出的形式面向全球用戶播出此劇。

### 登場人物

#### 主要人物
- 青木想太：道枝駿佑（香港配音：陳灝瑋）
- 井田浩介：目黑蓮（香港配音：曹啟謙）
- 橋下美緒：福本莉子（香港配音：陳皓宜）
- 相多颯人：鈴木仁（香港配音：李安邦）

#### 東岡高中
- 谷口正博：田邊誠一（香港配音：蘇強文）

教師。
- 豐田駿：望月步（香港配音：李凱傑）

井田浩介的青梅竹馬，排球社社員。
- 仲林大翔：西垣匠（香港配音：張方正）

2年3班班長。
- 野野村美月：倉島颯良（日语：倉島颯良）（香港配音：廖欣怡）

2年3班副班長。
- 大路弘夢：前原瑞樹（香港配音：劉奕希）

2年3班同學，文化祭原飾演王子一角。
- 市井蓮：渡邊甚平（香港配音：鍾見麟）

排球社社員。
- 武地正志：長谷川光祐（香港配音：鄧志堅）

排球社社員。
- 鈴木一之進：石田泰誠（香港配音：黃積權）

排球社社長。
- 姬宮琉美：平田玲奈（香港配音：羅孔柔）

2年3班同學，文化祭原飾演灰姑娘一角。
- 仲川杏奈：臼井萌音（香港配音：成瑤孆）

2年3班同學，文化祭大道具組。
- 田所理沙：大野佑紀奈（香港配音：凌晞）

2年3班同學，文化祭大道具組。
- 朝倉光：花坂椎南（香港配音：黃昕瑜）

2年3班同學，文化祭大道具組。
- 齋藤三四郎：佐藤三十郎

2年3班同學。
- 津川巧也：中津川巧

2年3班同學。
- 吉田慶介：吉川慶

2年3班同學。
- 小熊花：大熊花名實

2年3班同學，文化祭服裝組。
- 加納杏：加藤杏菜

2年3班同學。
- 笠竹桃：佐竹桃華

2年3班同學。
- 瀨戶美乃里：瀨口美乃

2年3班同學。文化祭飾演灰姑娘姊姊。
- 平本夢亞：平本亞夢

2年3班同學。
- 吉間志真：吉野志乃

2年3班同學。
- 其他出場學生：

淺木孝太、掛裕登、北園紫音、翔媛、藤原麗、村井良輔、朝比奈エマ、田中舞美

#### 客串角色
第2話
- 青木母親（聲音演出）：三石琴乃（第4集）（香港配音：沈小蘭）

第3話
- 井田母親：松下由樹（香港配音：陸惠玲）

第5話
- 阿久津：丸山智己（日语：丸山智己）（香港配音：梁志達）

第6話
- 松內心美：大原優乃（香港配音：何璐怡）

第8話
- 岡野亮平：白洲迅（香港配音：關令翹）

### 製作團隊
- 原作：原作：ひねくれ渡、作画：或子《被擦掉的初戀》（集英社《別冊瑪格麗特》連載）
- 編劇：黑岩勉
- 導演：草野翔吾、宝来忠昭
- 配樂：富貴晴美
- 主題曲：Snow Man、浪花男子「初心LOVE」
- LGBTQ監修：柳沢正和
- 技術協助：UP SIDE
- 後期製作：ACTIVE CINE CLUB
- 首席製片：三輪祐見子（朝日電視台）
- 共同製片：神田エミイ亞希子（朝日電視台）、尾花典子（J Storm）、伊藤學（角川大映工作室）
- 制作協力：角川大映工作室
- 製作：朝日電視台、J Storm

### 播出時間
| 各話             | 播出日期 | 標題                                             | 導演     | 收視率 |
| ---------------- | -------- | ------------------------------------------------ | -------- | ------ |
| 第1話            | 10月09日 | 由誤會開始的愛情喜劇                             | 草野翔吾 | 2.9%   |
| 第2話            | 10月16日 | 演文化祭灰姑娘與井田拉近距離！？                 | 草野翔吾 | 2.2%   |
| 第3話            | 10月23日 | 在暗戀對象的家溫習！？拉近距離                   | 寶来忠昭 | 2.2%   |
| 第4話            | 10月31日 | 喜歡是什麼？命運的調位                           | 寶来忠昭 | 1.7%   |
| 第5話            | 11月06日 | 戀情成真的魔法！？表白之夜                       | 草野翔吾 | 2.4%   |
| 第6話            | 11月13日 | 情敵出現！？加速的戀情!!                         | 草野翔吾 | 1.8%   |
| 第7話            | 11月20日 | 交往是什麼？午飯約會                             | 寶来忠昭 | 2.1%   |
| 第8話            | 11月27日 | 觸碰手的瞬間！？戀愛之勇氣！！                   | 寶来忠昭 | 2.4%   |
| 第9話            | 12月11日 | ～最終章～ それってデート？恋が次のステップへ…？ | 草野翔吾 |        |
| 第10話（最終話） | 12月18日 | ピュアで一生懸命な初恋完結！                     | 草野翔吾 |        |

- 第四話原定於10月30日播出，因特別節目播放，因此推遲10月31日0:00 - 0:30播出。
- 12月4日播出特別篇。

### 泰剧
翻拍自同名漫画的泰剧《消失的初恋》由GMMTV制作，在2024年6月7日起每周五晚上8时30分在GMM 25上播出，并于晚上10时30分通过Viu上线。

## 外部連結

### 漫畫
- 被擦掉的初戀在集英社官方網站（日語）
- 被擦掉的初戀在東立官方網站（繁體中文）
- 被擦掉的初戀在VIZ Media官方網站（英文）

### 電視劇
- 被擦掉的初戀在朝日電視台官方網站（日語）
- 被擦掉的初戀在朝視影片（日语：テレ朝動画）網站上（日語）
- 被擦掉的初戀在TELASA網站上（日語）
- 在Netflix上觀看《被擦掉的初戀》

| 朝日電視網 週六好劇                 | 朝日電視網 週六好劇                       | 朝日電視網 週六好劇 |
| ----------------------------------- | ----------------------------------------- | ------------------- |
|                                     | 被擦掉的初戀 （2021年10月9日－12月18日）  |                     |
| 高校英雄 （2021年7月31日－9月18日） | 和風喫茶鹿楓堂 （2022年1月15日－3月19日） |                     |

| 香港 無綫電視J2 星期六 23:00 -00:00 (連播兩集) | 香港 無綫電視J2 星期六 23:00 -00:00 (連播兩集) | 香港 無綫電視J2 星期六 23:00 -00:00 (連播兩集) |
| ---------------------------------------------- | ---------------------------------------------- | ---------------------------------------------- |
|                                                | 被擦掉的初戀 （2023年3月25日－2023年4月22日）  |                                                |
| 0.1無罪真相特別篇 新的相遇 （2023年3月18日）   | 危險的維納斯 （2023年4月29日－2023年5月28日）  |                                                |